# Эспланада (мост)
Мост Эспланада — автомобильный мост через устье реки Сингапур в Деловом центре Сингапура. Связывает Марина-Центр и финансовый район Шентон-Вэй. 
У северного края моста расположен театр «Эспланада», у южного — Мерлайон. Мост имеет семь пролётов, опоры выполнены из бетона и имеют ширину 70 м. Дорожное полотно имеет четыре полосы для движения в каждую сторону и пешеходные тротуары по бокам.
Строительство началось в 1994 году и было завершено в марте 1997 года. Основным подрядчиком выступила Obayashi Corporation. После постройки мост перекрыл вид на Мерлайона со стороны Марина-Бей, что потребовало переноса статуи с одной стороны дороги на другую.
С моста открывается красивый вид на Марина-Саут и весь Марина-Бей. Из-за этого мост может закрываться в особых случаях, когда пешеходы массово выходят на мост, чтобы наблюдать праздничный фейерверк. Для лучшего впечатления на время фейерверка на мосту отключается уличное освещение.
Мост является частью гоночной трассы Гран-при Сингапура Формулы-1. Дебют трассы состоялся 28 сентября 2008 года. На время гонок мост закрыт для обычного дорожного движения.